# Ginette Leroux
Pour les articles homonymes, voir Leroux.
Ginette Leroux, née le 24 juillet 1942 à Angers (Maine-et-Loire) et morte le 16 décembre 1987 dans la même ville, est une femme politique française.

## Biographie
Fille d'un père cimentier et d'une mère employée de commerce, elle fait ses études au lycée Joachim-du-Bellay d'Angers où elle obtient le baccalauréat de philosophie. Diplômée de l'École normale sociale de l'Ouest, elle devient assistante sociale en 1966. Parallèlement, elle s'inscrit en propédeutique lettres latin-grec à l'Université catholique de l'Ouest et obtient une licence en psycho-sociologie. Au cours de ces années universitaires, elle milite au sein de la JECF et de l'UNEF.
Dès 1974, elle adhère au Parti socialiste et trois ans plus tard, elle est candidate sur la liste – victorieuse – de Jean Bertholet aux élections municipales à Trélazé, devenant adjointe aux affaires sociales jusqu'à son décès. Elle est en outre déléguée du district urbain d'Angers.
Rocardienne, elle devient première secrétaire fédérale du PS de Maine-et-Loire en 1984. L'année suivante, elle se présente sans succès aux élections cantonales de 1985 dans le canton d’Angers-Trélazé puis en 1986, elle est désignée tête de liste aux élections législatives. Le 16 mars, sa liste « Pour une majorité de progrès avec le président de la République » obtient deux sièges au scrutin proportionnel départemental de liste et elle devient députée de Maine-et-Loire.
À l'Assemblée nationale, elle siège au groupe socialiste et est membre de la commission des affaires culturelles, familiales et sociales. En avril 1987, elle est nommée membre du bureau exécutif du PS. 
Elle décède le 16 décembre 1987 des suites d'un cancer et est remplacée au Parlement par Jacques Percereau.

## Hommage
Un centre social de Trélazé, inauguré en septembre 1988 par le maire de l'époque, Jean Bertholet, porte son nom. Démoli et reconstruit en 2005, la première pierre du nouveau bâtiment a été posée par Michel Rocard, dont elle était proche.
Ce centre social et d'animation est inauguré l'année suivante.

## Détail des fonctions et des mandats
Mandat parlementaire
- 2 avril 1986 - 16 décembre 1987 : députée de Maine-et-Loire

Mandats locaux
- 13 mars 1977 - 16 décembre 1987 : conseillère municipale de Trélazé
- 19 mars 1977 - 16 décembre 1987 : adjointe au maire de Trélazé

### Sources
- Fabrice Cheignon, La Fédération du Maine-et-Loire du Parti socialiste 1971-1986. Contribution à une étude socio-historique, Université d'Angers, 2003.